# Mr.Children REFLECTION｛Live&Film｝
『Mr.Children REFLECTION {Live & Film}』（ミスター・チルドレン・リフレクション ライブ・アンド・フィルム）は、日本のバンド・Mr.Childrenの20作目の映像作品。2015年12月16日にトイズファクトリーよりBlu-ray DiscとDVDで発売された。

## リリース・音楽性
Blu-ray DiscとDVDの2形態で発売。Blu-rayは2枚組、DVDは3枚組。三方背ボックス仕様となっている。
2015年6月4日に発売された18thアルバム『REFLECTION』を引っ提げ開催したアリーナツアー『Mr.Children TOUR 2015 REFLECTION』のうち、ツアー最終日となる2015年6月4日に行なわれたさいたまスーパーアリーナ公演のライブの模様と、2015年2月7日より公開された日活配給映画『Mr.Children REFLECTION』の映像を収録している。監督は稲垣哲朗 (bloomotion) が務めた。
Mr.Childrenの映像作品としては、『Mr.Children [(an imitation) blood orange] Tour』以来約2年ぶりとなるリリース。
本作のアートディレクターは丹下紘希が担当。
発売に合わせ、本作の『Mr.Children TOUR REFLECTION 2015』に収録されている「足音 〜Be Strong」「Starting Over」の映像がMr.Childrenの公式YouTubeチャンネルにアップロードされた。また、メジャー・デビュー25周年記念日となる2017年5月10日には「HANABI」「エソラ」の映像が公開された。

## チャート成績
初週でDVD約4.9万枚、Blu-ray Disc約5.5万枚を売り上げ、2015年12月28日付のオリコン週間DVD総合ランキングおよび週間Blu-rayランキングでそれぞれ初登場2位と3位を獲得。

## 出演
- Mr.Children
  - 桜井和寿：Vocal & Guitar
  - 田原健一：Guitar
  - 中川敬輔：Bass
  - 鈴木英哉：Drums
- SUNNY：Keyboards

## 収録内容

### Blu-ray DISC 1, DVD DISC 1〜2
LIVE「Mr.Children TOUR 2015 REFLECTION」
1. <Prologue>
2. <OPENING>
  - オープニング映像では「Reflection」の音源が使用されている。
3. fantasy
4. ロックンロールは生きている
5. 旅人
  - 曲前に鈴木英哉によるMCが行なわれた。
6. fanfare
7. <MC>
8. Melody
9. FIGHT CLUB
  - 曲前に桜井和寿によるMCが行なわれた。
10. 斜陽
11. I Can Make It
12. <MC>
  - メンバーがセンターステージへ移動。合わせてサポートメンバー紹介が行なわれた。
13. 口笛
  - センターステージでの演奏。
14. <MC>
15. HANABI
  - センターステージでの演奏。
16. <MC>
17. 口がすべって
  - センターステージでの演奏。
  - DVDではここまでがDISC 1となっている。
18. <SE>
  - メンバーがメインステージへ移動。
19. 蜘蛛の糸
20. REM
21. WALTZ
22. 放たれる
23. <SE>
24. 進化論
25. 足音 〜Be Strong
26. 幻聴
27. <ENCORE>
28. Everything (It's you)
29. エソラ
30. Marshmallow day
31. <MC>
32. Starting Over
  - 本ツアーではこの公演のみの披露となった[16]。
33. <ENDING>
34. 未完
35. <END ROLL>
  - BGMは「足音 〜Be Strong」。
  - エンドクレジットの後に『Mr.Children Stadium Tour 2015 未完』の映像が流れる。

### Blu-ray DISC 2, DVD DISC 3
LIVE FILM「Mr.Children REFLECTION」
1. <OPENING>
2. Everything (It's you)
3. 旅人
4. <MC>
5. 名もなき詩
6. <Monologue 1>
7. <MC>
8. Melody
9. <MC>
10. FIGHT CLUB
11. 斜陽
12. <MC>
13. 蜘蛛の糸
14. I Can Make It
15. 放たれる
16. <Monologue 2>
17. <MC>
18. 花 -Mémento-Mori-
19. <MC>
20. 進化論
21. 足音 〜Be Strong
22. 幻聴
23. <Monologue 3>
24. <ENCORE>
25. 口笛
26. <MC>
27. 未完
28. <Monologue 4>
29. 独り言